# Nemesia arboricola
Nemesia arboricola is een spinnensoort in de taxonomische indeling van de bruine klapdeurspinnen (Nemesiidae).
Nemesia arboricola werd in 1903 beschreven door Pocock.